# فنون تطبيقية

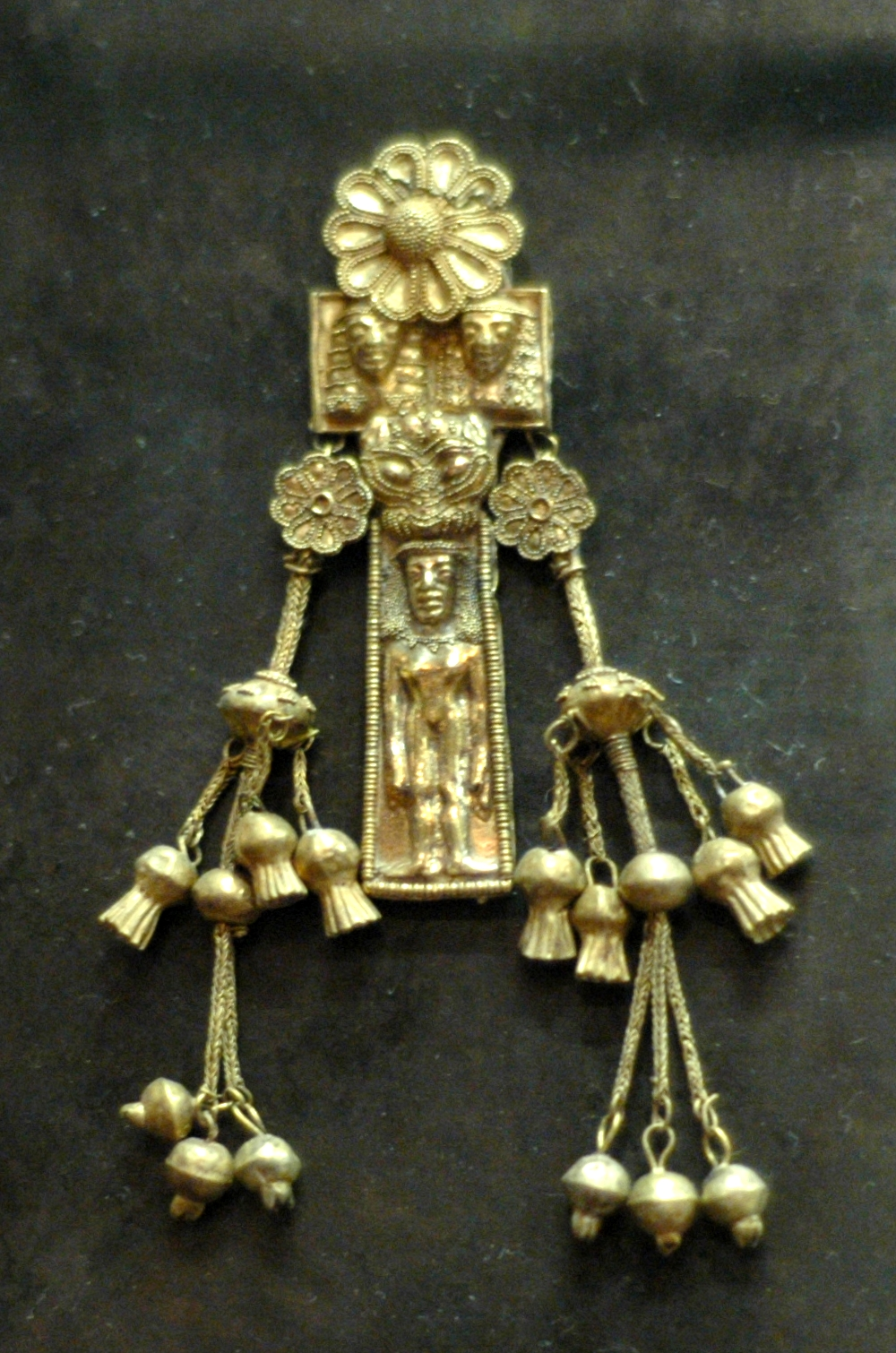
مثال على صناعة الحلي

الفنون التطبيقية هي الفنون المرتبطة بالتصميم الهندسي التي نتتج اعمالاً ومنتجات هندسية تُستخدم بشكل وظيفي يومي وشرط في هذه المنتجات الهندسية ان تتصف بالجمال، و هي تشمل مجالات التصميم الصناعي، التصميم الجرافيكي، وتصميم الأزياء، التصميم الداخلي، والفن الزخرفي ومجالات العمارة، والتصوير الفوتوغرافي، والوحدات المعمارية، والواجهات المعمارية، والسيراميك والمنسوجات والمصوغات والزجاج والأثاث ولعب الأطفال والسيارات، والتصاميم المعمارية الخارجية بشكل مبتكر أو الأعمال الداخلية والتي يدخل فيها (التصميم الداخلي - التصميم الصناعي - النحت والتشكيل المعماري)، فضلا عن الأشكال المختلفة للصور التي تنتج في سياقات تجارية، مثل الملصقات أو إعلانات الأفلام.وصناعة المحتوى

## الفرق بين الفن الجميل وبين الفن التطبيقي
| و يمكن التمييز بين مصطلحات يحدث بينها خلط كبير كالاتي : - فن:مفهوم شامل يضم نتاج الإنسان الإبداعي، وتعتبر لونا من الثقافة الإنسانية لأنها تعبير عن "التعبيرية الذاتية" وليست تعبيرا عنحاجة. - فنون مرئية/بصرية:مجموعة الفنون التي تهتم أساساً بإنتاج اعمال فنية تحتاج لتذوقها إلى الرؤية البصرية المحسوسة على اختلاف الوسائط المُستخدمة في إنتاجها. - فنون جميلة :الفنون التي ترتبط بالجمال والحس المرهف اللازم لتذوقها، وترتبط حالياً بالدراسة الأكاديمية للفنون الكلاسيكية الجميلة مثل : الرسم والتصوير الزيتي والنحت والعمارة والموسيقي والباليه. - فنون تشكيلية:هو إنتاج عمل فني من الطبيعة ويُصاغ بصياغة جديدة ؛أي يُشكل تشكيل اً جديداً، وهذا ما نطلق عليه كلمة (التشكيل). - فنون تطبيقية :الأعمال التصميمية الهندسية التي نتتج اعمالاً تتصف بالجمال وتحتاج إلى الحس الفني والمهارة الهندسية لإنتاجها مثل التصميم الصناعي الذي يجمع ما بين الهندسة الميكانيكية والإنتاجية وما بين التصميم المعماري للمنتج والتعامل مع المنتج كوحدة معمارية . - فنون تطبيقية كمسار علمي :بمزج كل من تعريف الفن وتعريف التطبيق الهندسي فإنه يمكن تعريف الفنون التطبيقية بأنها الفنون الهندسية التنفيذية المعنية بمعمارية المنتجات المختلفة سواء الصناعات المعمارية أو الصناعات الفنية والهندسية المختلفة . |

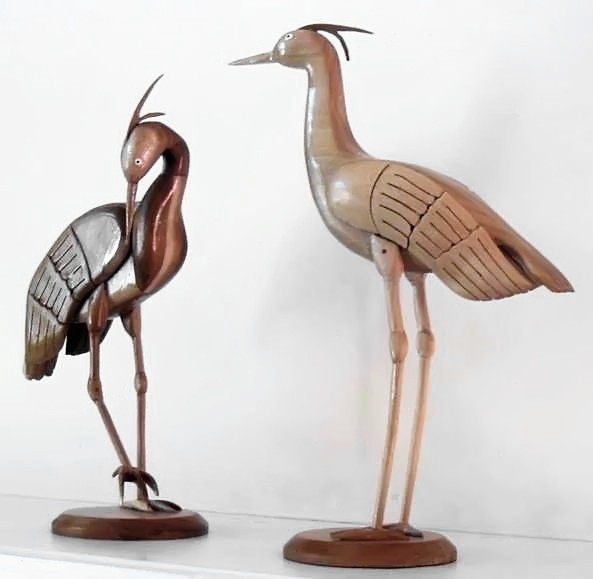
مثال على نحت الخشب

منذ القدم هناك مشكلة الفصل بين الفنون من ناحية أن هناك فن جميل وفن هندسي (تطبيقي أو تنفيذي)، ففي أيام أفلاطون حينما كان يرى أن العقل شيء والجسم شيء آخر..
ومجال العقل القيم المعنوية ومجال الجسم القيم المادية
فالصورة مثلاً للمتعة العقلية أو المعنوية بينما المنضدة للمتعة الحسية أو المادية
وبعد ذلك تغيرت النظرة وأصبح الفصل بين العقل والجسم أمر يجانبه الصواب، وبفضل التطور والتجارب العملية الحديثة أصبح العقل والجسم صورتان لشيء واحد كالعملة النقدية التي لها وجهان
فالفصل بين المتعة المعنوية وبين المتعة المادية أمر لا وجود له وبالتالي الفصل بين ما هو فن جميل وبين ما هو فن تطبيقي أمر ينبغى أن يزول.
فالإنسان يستقبل القيم التي تأتيه من الحياة فلا يفرق بين متعة معنوية وبين متعة مادية لأن إنسان ذو كيان واحد...
وفي نفس الوقت عندما يستقبل المتعة التي تأتيه من الشجرة التي أمامه مثلاً، لا يفرق بينها وبين المتعة التي تأتيه من الكرسي الذي يجلس عليه بعد يوم شاق طويل.
ففي كلتا الحالتين لن يأخذ الإنسان الشجرة ولا الكرسي بداخله، وإنما كل ما يجنيه هو آثار نفسية من تلك الشجرة وآثار نفسيه من ذاك الكرسي كإنسان ذو كيان واحد.
بذلك فالقول بأن هذه متعة معنوية وتلك متعة مادية قول غير صحيح
وبالتالي فالقول بأن هذا فن جميل وذاك فن تطبيقي قول غير مقبول، فمن الأفضل عندما يعن لنا التفرقة بين الفنون أن تكون على أساس عدد الفوائد أو كم المنفعة التي نجنيها منها.
فالمنضدة مثلاً...يمكن اعتبارها فناً ذو منافع متعددة لأننا نشعر بالراحة أو القبول عندما ننظر إليها كما نشعر بالراحة أو القبول عندما نجلس إليها عند الكتابة.
بينما الصورة يمكن اعتبارها فنا ذو منفعة لأننا لا نجني منها سوى متعة واحدة وهي الشعور بالراحة أو القبول عندما ننظر إليها.
وعلى هذا الأساس ينبغي على المستمتع أن يرى الفنون على أنها وحدة واحدة لأنها في الحقيقة ذات طبيعة وأساس واحد.
وإذا ما بدا له التمييز بين الفنون ينبغي أن لا يكون على أساس فن جميل وفن تطبيقي، لأن الشعور بالجمال في حد ذاته قيمة وظيفية وتطبيقية.
بمعنى أن الشعور بالجمال يولد الراحة أو القبول
والراحة والقبول تولد الطاقة والطاقة بدورها تدفع إلى النشاط وتأدية الأعمال.
فالشعور بالجمال لا يختلف عن الشعور الذي يجنيه الإنسان من ركوب السيارة مثلاً من ناحية أن كلا من الاحساسين يؤديان متعة واحدة بالنسبة للإنسان كمستقبل.
وبالنسبة له ككيان واحد لا يقبل الفصل بين جوانبه.
وطالما كان الأمر على هذا النحو، فمن الواجب عند التفرقة بين الفنون أن تكون على أساس عدد الفوائد أو المنافع التي نجنيها منها، وليس على أي أساس آخر.

## أنواع الفنون التطبيقية
- التصميم الصناعي
- التصميم الجرافيكي
- تصميم الأزياء
- التصميم الداخلي
- الفن الزخرفي
- العمارة
- التصوير الفوتوغرافي
- خزف
- المنسوجات
- المصوغات
- الزجاج
- الأثاث
- لعب الأطفال
- السيارات
- الملصقات
- إعلانات الأفلام
- الحرفية اليدوية